# Barbara Sosgórnik
Barbara Sosgórnik z domu Gaweł (ur. 15 lipca 1934 w Węgierskiej Górce zm. 7 kwietnia 2016) 
– polska lekkoatletka, specjalistka biegów płotkarskich i pięcioboju.

## Kariera
Reprezentowała Polskę na igrzyskach olimpijskich w 1960 w Rzymie, gdzie odpadła w półfinale biegu na 80 m przez płotki.
Była mistrzynią Polski w biegu na 80 m przez płotki w 1956 i 1960 oraz w pięcioboju w 1956, 1957 i 1960, wicemistrzynią na 80 m przez płotki w 1955 i w pięcioboju w 1952 i 1955, a także brązową medalistką na 80 m przez płotki w 1957, w trójboju w 1953 i w pięcioboju w 1954. Zdobyła również mistrzostwo Polski w hali na 80 m przez płotki w 1956 oraz wicemistrzostwo w hali na 50 m przez płotki w 1954 i w skoku w dal w 1955.
27 września 1959 wyrównała rekord Polski na 80 m przez płotki wynikiem 11,1 s, 26 czerwca 1960 w Tule poprawiła go na 11,0 s, a 21 lipca 1960 w Łodzi ponownie osiągnęła 11,0 s. Była również rekordzistką Polski w sztafecie 10 × 100 m (2:09,5 4 listopada 1956 w Krakowie).
W latach 1956–1960 wystąpiła w ośmiu meczach reprezentacji Polski w biegu na 80 m przez płotki, skoku wzwyż i pięcioboju, bez zwycięstw indywidualnych.
Rekordy życiowe:
- bieg na 100 m – 12,3 (2 lipca 1955, Katowice)
- bieg na 200 m – 26,2 (24 października 1955, Łódź)
- bieg na 80 m przez płotki – 11,0 (26 czerwca 1960, Tuła)
- skok wzwyż – 1,54 (27 czerwca 1959, Warszawa)
- skok w dal – 5,81 (11 sierpnia 1957, Berlin)

Była zawodniczką Stali Bielsko-Biała (1950-1953), Stali Poznań (1954-1955), Warty Poznań (1956-1957) i Górnika Zabrze (1959-1960).
Ukończyła Liceum Pedagogiczne w Bielsku-Białej w 1952. Pracowała jako trener i nauczyciel wychowania fizycznego. Jej mężem był Alfred Sosgórnik, dwukrotny olimpijczyk, wielokrotny mistrz Polski w pchnięciu kulą, była teściową Katarzyny Szafrańskiej, olimpijki w narciarstwie alpejskim. Została pochowana na cmentarzu w Cięcinie (sektor 1, rząd 7, grób 1).